# Heinrich von Wild
Pour les articles homonymes, voir Wild.
Heinrich von Wild, ou Heinrich Wild I, (1833-1902) est un météorologue et physicien suisse qui a établi un service météorologique moderne dans tout l'Empire russe et mis au point des instruments météorologiques. Membre de plusieurs sociétés savantes, il fut le premier président de l'Organisation météorologique internationale (OMI), l'ancêtre de l'Organisation météorologique mondiale (OMM) actuelle.

## Biographie
Heinrich von Wild est né le 17 décembre 1833 à Uster (canton de Zurich) et fit ses études à Zurich, à Königsberg et à Heidelberg. Il a obtenu son doctorat en 1857 et s'est qualifié en tant que professeur à l'Université de Zurich et l'École polytechnique la même année.
En 1858, il fut nommé professeur de physique et directeur de l'observatoire de Berne. En 1861, le Conseil fédéral lui confia  l'inspection des poids et des mesures et mis en œuvre des réformes jusqu'en 1867 dont un dispositif d'étalonnage normatif. En 1868, il a été nommé membre de l'Académie des sciences de Russie et invité à Saint-Pétersbourg où il a complètement réorganisé l'observatoire et établi un système météorologique et géomagnétique dans tout l'Empire, fondant entre autres les observatoires géomagnétiques et météorologiques de Pavlovsk et Irkoutsk en 1877.
Jusqu'à sa retraite en 1895, il resta au service du gouvernement russe. Wild surveillait de près le travail des employés et a tenu des registres détaillés, intitulés « Berichte des Smotritels et Tagebuch », du travail effectué et de sa relation tendu avec l'État russe. Il introduisit la réduction des valeurs météorologiques à niveau de pression constante ce qui a rendu les observations dans les différents pays comparables et la production de cartes météorologiques uniformes. Wild améliora divers instruments pour observer le temps et le géomagnétisme, ainsi que des méthodes pour déterminer la résistance électrique du sol.
Heinrich von Wild devint rédacteur en chef de « Annales de l'Observatoire physique pour la Russie » en 1870 et de « Neues Repertorium für Meteorologie » (1869-1894, publié par l'Académie des sciences de Russie). Il publia également « Temperaturverhältnisse des russischen Reichs » (Condition de températures dans l'Empire russe, tables, atlas, etc. en 1876).
Wild, Karl Christian Bruhns et Karl Jelinek firent des démarches auprès des différents services météorologiques qui naissaient en Occident pour la tenue de conférences internationales météorologiques, 1873 à Vienne et 1879 à Rome, afin de mettre sur pied un organisme international ce qui mena la création de l'Organisation météorologique internationale dont il fut le premier président.
Heinrich von Wild est aussi un exemple illustrant le rôle joué par des membres de la Commission internationale du mètre dans la création des premières associations scientifiques internationales. Signataire du rapport de l'Académie de Saint-Pétersbourg adressé à l'Académie des Sciences au côté de Moritz von Jacobi et Otto Wilhelm von Struve, Wild est délégué par la Russie à la Commission internationale du mètre en 1870, à la Conférence diplomatique de 1875 et après la signature de la Convention du mètre au Comité international des poids et mesures, présidé par le géodésien espagnol Carlos Ibáñez e Ibáñez de Ibero jusqu'en 1891, puis après la mort de ce dernier par l'astronome allemand Wilhelm Foerster,.
En mai 1880, Wild devint président de la Commission polaire internationale et joua un rôle clé dans l'organisation de la première année polaire internationale en 1882-1883.
Wild mourut à Zurich le 5 septembre 1902.

## Inventions

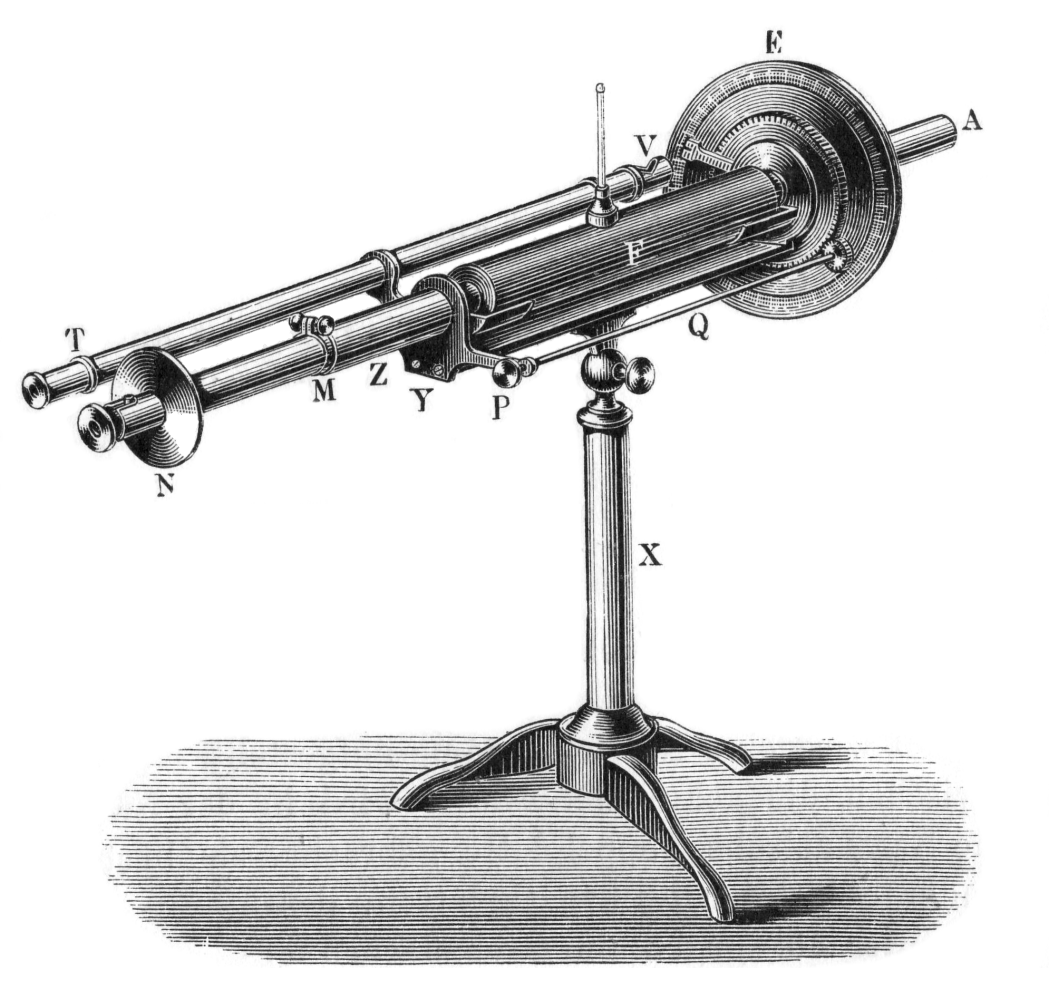
Polaristrobomètre de Wild.

Il inventa un appareil appelé Polaristrobomètre, une sorte de photomètre polarisé utilisant une solution de sucre, un théodolite magnétique et diverses nouvelles méthodes en optique pour mesurer des longueurs précisément.

## Notoriété
Wild fut élu membre de l’Académie royale des sciences de Suède en 1891. En 1885, Wild fut élu à l'Académie américaine des arts et des sciences.